# Alliance des paysans et écologistes
L'Alliance des paysans et écologistes (APE) est un parti politique de la république démocratique du Congo.

## Présentation
Son président est Ngulungu Ghydala.
Le siège du parti est au numéro 1, av. Sakania Q, Yolo Nord C, Kalamu, Kinshasa.